# Schönschreiben

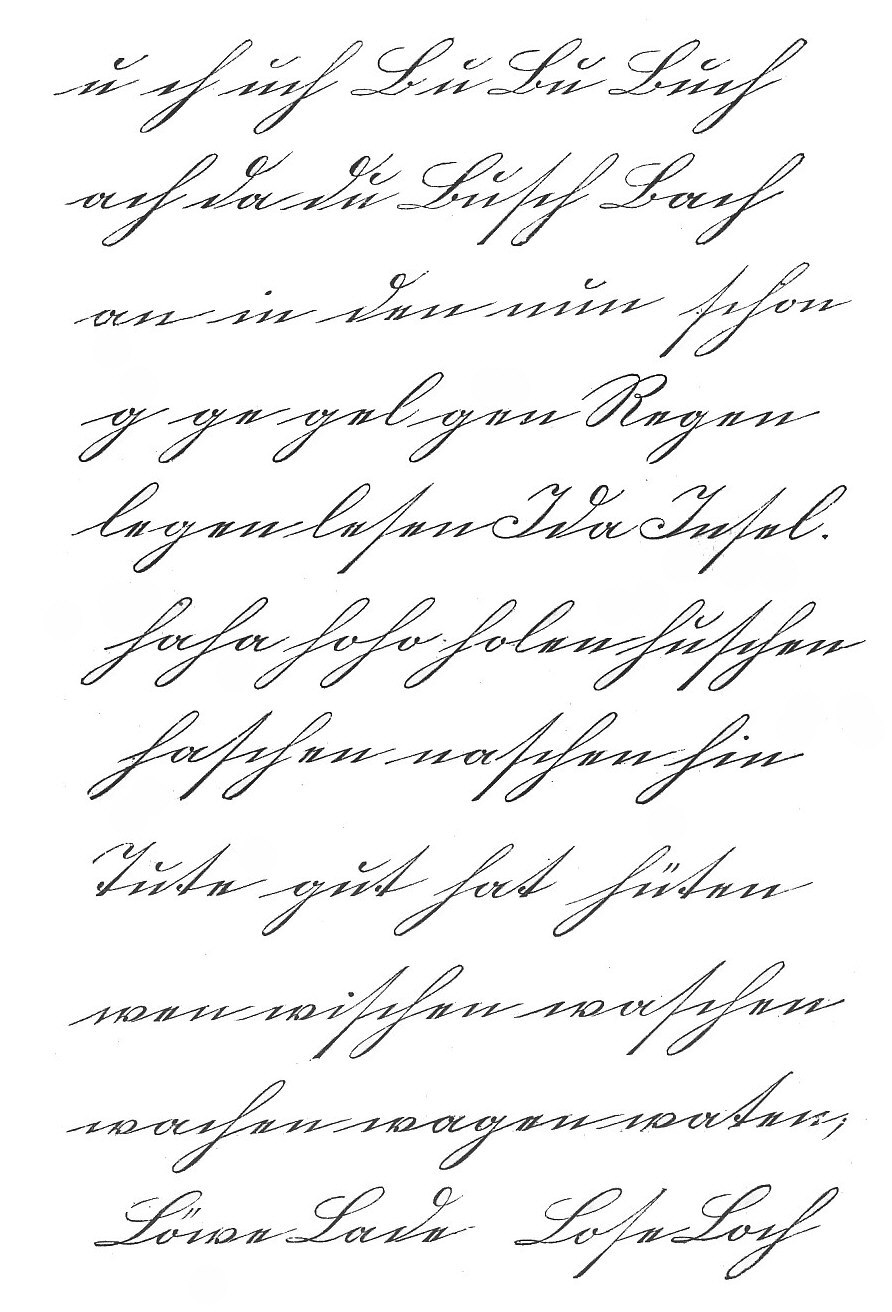
Seite aus einer Schulfibel in sehr leserlicher Schrift (deutsche Kurrentschrift, 1903)

Schönschreiben bezeichnet das Schreiben von Hand, dessen Ziel die gute Leserlichkeit des Textes für die Allgemeinheit ist.
In manchen Alphabeten, insbesondere den lateinischen Alphabeten, wird bei von Hand geschriebener Schrift zwischen Schreibschrift, die überwiegend aus verbundenen Buchstaben besteht, und Schrift in Druckbuchstaben unterschieden. Insbesondere bei Schreibschrift ist die Gefahr der Unleserlichkeit groß und daher das Schönschreiben besonders wichtig.

## Geschichte

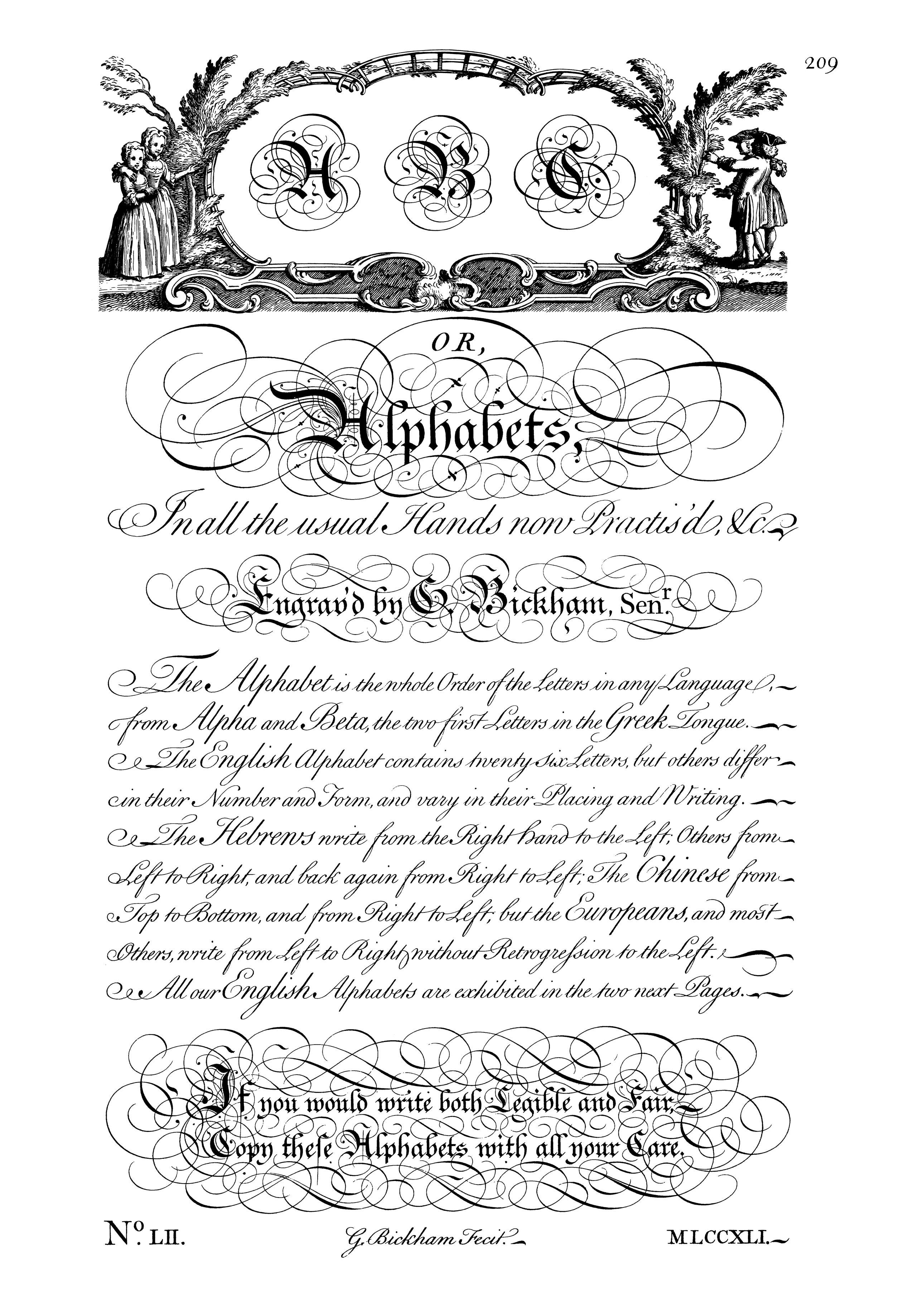
Beispiel englischer Schönschreibung aus dem 18. Jahrhundert von Bickham mit künstlerischen Initialen

Vor der Erfindung des Buchdrucks war jede Schrift von Hand geschrieben (bzw. geritzt, geschnitzt oder gemeißelt). Seit Beginn der Typografie betrifft das Schönschreiben nur noch jene Schriftstücke, die noch immer von Hand geschrieben werden, sowie kalligrafische Vorlagen für Druckstücke.
Schönschreiben wurde in Europa im Mittelalter und der Neuzeit zuvor von Schreibmeistern (damals: Modisten genannt) in Schönschreibschulen ausgeübt. Bekannt sind im deutschen Sprachraum z. B. Johann Neudörffer der Ältere (1497–1563), Jonathan Sauter (1549–1612), Arnold Möller  (1581–1655) oder in Böhmen Jan Táborský z Klokotské Hory (1500–1572). Schreibmeister waren in der frühen Neuzeit auch Lehrer, die im öffentlichen Auftrag oder privat Schulen betrieben, an denen Schönschreiben gelehrt wurde. Teilweise wurden von ihnen auch Schreibmeisterbücher mit Anleitungen zum Schönschreiben herausgegeben.
Ausgangspunkt des Schönschreibens ist heute in der Regel eine Schulschrift. Dies kann eine Schriftgrundlage sein (Ausgangsschrift), die von einer Meisterschule vorgegeben wird oder wie im deutschsprachigen Raum von einem Land (z. B. einem Bundesland in Deutschland oder einheitlich wie in ganz Österreich). Die älteste gesamtösterreichische Schulschrift geht z. B. auf das Jahr 1775 zurück und wurde von J. I. Felbiger unter Maria Theresia veranlasst. Im Schulfach Schönschreiben wird das leserliche Schreiben unterrichtet. Um das Schönschreiben zu üben, werden bzw. wurden in eigenen Schönschreibheften Aufgaben (Schönschreibübungen), meist für jüngere Schüler, aufgegeben.
In allen Sprachen, die das lateinische Alphabet benutzen, kommt heute eine Form der lateinischen Schreibschrift zum Einsatz. Die früher übliche deutsche Kurrentschrift ist nicht mehr in Gebrauch.
Durch die Erfindung der Schreibmaschine, des Computerdrucks und der papierlosen Übertragung von Text (Internet) ist der Kreis der von Hand geschriebenen Schriftstücke kleiner geworden.

## Gegensatz
Das Gegenteil des Schönschreibens ist das unleserliche, schlechte Schreiben, auch klieren, abwertend: krickeln, klecksen, krakeln, sudeln, schmieren (umgangssprachlich), kratzeln (Schweiz) genannt. Die unleserlich schreibende Hand wird auch als „Sauklaue“ bezeichnet.
Das unleserliche Schreiben von Ärzten auf Rezepten ist in vielen Ländern der Erde bekannt und wird u. a. auch für Todesfälle verantwortlich gemacht. Teilweise wird die Unleserlichkeit generell bestimmten Berufsgruppen (z. B. Beamten) oder allgemein Akademikern unterstellt.

## Schönschreiben und Kalligrafie
Schönschreiben und Kalligrafie wird teilweise als Synonym verwendet. Tatsächlich ist der Übergang zwischen Schönschreiben und der Kalligrafie fließend. Teilweise wurde bzw. wird z. B. einem Text selbst ein kalligrafisch besonders schöner Anfangsbuchstabe (Initial) vorangestellt. Schönschreiben unterscheidet sich von der Schönschreibkunst (Kalligrafie) daher vor allem dadurch, dass es beim Schönschreiben um die leserliche („schöne“) Darstellung des Textes geht, während die Kalligrafie aus der Alltagsschrift eine Schönschreibkunst macht. Bei der Kalligrafie ist daher die Schrift Ausdruck für die Kunst. Die Kalligrafie wird im Gegensatz zum Schönschreiben daher durchwegs nicht im Alltag eingesetzt, sondern zu speziellen Anlässen oder in bzw. bei speziellen Werken (z. B. Inschriften auf Torbögen, Bücherillustrationen etc.). Auch ist in der Kalligrafie die Leserlichkeit nicht das Wichtigste, sondern z. B. die Erzielung perfekter ästhetischer Ausgewogenheit und das Sichtbarmachen von Emotionen. Teilweise wird von den Kalligrafen die Tätigkeit als meditativ eingestuft.
Die Begriffe „Schönschreiberei“ bzw. „Schönschreiber“ werden im Zusammenhang mit
- Schönschreiben,
- Schönschreibkunst, aber auch
- etwas schöner darstellen, als es ist (ähnlich den Begriffen „Schönrederei“, „Schönschwätzerei“)

verwendet.